# Česko Slovensko má talent (3. řada)
Třetí řada Česko Slovensko má talent odstartovala 9. září 2012 a do finále došla 25. listopadu 2012. Do poroty se vrátili Martin Dejdar, Lucie Bílá i Jaro Slávik moderátory zůstali Martin Rausch a Jakub Prachař. I ve třetí řadě došlo ke snížení soutěžících postupujících z Velkého třesku, tentokrát na 18 semifinalistů, což způsobilo snížení semifinálových kol ze tří na dvě.
Vítězem se stal slovenský operní zpěvák Jozef Pavlusík který získal 100 tisíc euro a cestu kolem světa.

## Castingy
| Datum           | Město            | Stát      | Místo                      |
| --------------- | ---------------- | --------- | -------------------------- |
| 5. května 2012  | Ostrava          | Česko     | Hotel Imperial             |
| 12. května 2012 | Brno             | Česko     | Brněnské výstaviště        |
| 13. května 2012 | Bratislava       | Slovensko | Hotel Radisson SAS Carlton |
| 19. května 2012 | Liberec          | Česko     | Hotel Liberec              |
| 20. května 2012 | České Budějovice | Česko     | Dům kultury Metropol       |
| 26. května 2012 | Košice           | Slovensko | Hotel Doubletree by Hilton |
| 27. května 2012 | Nové Zámky       | Slovensko | Dom kultúry                |
| 2. června 2012  | Praha            | Česko     | Hotel Corinthia            |

| Datum                                    | Město | Stát  | Místo            |
| ---------------------------------------- | ----- | ----- | ---------------- |
| 3.-6. července 2011 8.-11. července 2011 | Brno  | Česko | Mahenovo divadlo |

## Velký třesk – Rozstřel (11. listopadu)
Součástí třetí řady byl v průběhu Velkého třesku také rozstřel, kdy nechala porota diváky rozhodnou o posledním volném místě v semifinále. Porota divákům nabídla šest nominovaných a diváci pomocí SMS hlasování určili vítěze.
| Pořadí | Soutěžící         | Žánr/Talent               | Výsledek     |
| ------ | ----------------- | ------------------------- | ------------ |
| 1      | Single Man        | Hra na speciální nástroje | Nepostoupil  |
| 2      | Jozef Pátrovič    | Zpěv                      | Postoupil    |
| 3      | Pařmen Márty      | Tanec                     | Nepostoupil  |
| 4      | Antonia Burdigová | Zpěv                      | Nepostoupila |
| 5      | DJ Kolombo        | Zpěv                      | Nepostoupil  |
| 6      | Kristýna Lesáková | Mažuretka                 | Nepostoupila |

## Semifinále
Soutěžící jsou seřazeni podle pořadí vystupování v jednotlivých dílech. Celkem se odvysílala dvě semifinále po 9 soutěžících. První tři s největším počtem SMS hlasů postoupili do finále a mezi čtvrtým a pátým místem rozhodla porota.
| Legenda | Červený bzučák | Hlas porotce | Vítěz hlasování diváků | 2. vítěz hlasování diváků | 3. vítěz hlasování diváků | Vítěz hlasování poroty |

### Semifinále 1 (17. listopadu)
V rámci večera vystoupil finalista první řady Richard Nedvěd.
| Pořadí | Výsledek                | Soutěžící         | Žánr/Talent                  | Stát            | Rozhodnutí porotců | Rozhodnutí porotců | Rozhodnutí porotců |
| Pořadí | Výsledek                | Soutěžící         | Žánr/Talent                  | Stát            | Dejdar             | Bílá               | Slávik             |
| ------ | ----------------------- | ----------------- | ---------------------------- | --------------- | ------------------ | ------------------ | ------------------ |
| 1      | 3. místo                | Jumbo Chicks      | Tanec                        | Slovensko       |                    |                    |                    |
| 2      | —                       | Miloš Malý        | Kouzelník                    | Česko           |                    |                    |                    |
| 3      | —                       | Quixiano          | Tanec, zpěv a hra na nástroj | Česko           |                    |                    |                    |
| 4      | —                       | Jozef Pátrovič    | Zpěv                         | Slovensko       |                    |                    |                    |
| 5      | 2. místo                | Katarína Landlová | Zpěv                         | Slovensko       |                    |                    |                    |
| 6      | 4. místo (porota pro)   | Credance          | Tanec                        | Česko/Slovensko |                    |                    |                    |
| 7      | 5. místo (porota proti) | Ján Polák         | Zpěv                         | Slovensko       |                    |                    |                    |
| 8      | —                       | Esther Lubadika   | Zpěv a tanec                 | Česko/Angola    |                    |                    |                    |
| 9      | 1. místo                | Alex Dowis        | Light Art                    | Česko           |                    |                    |                    |

### Semifinále 2 (18. listopadu)
Dívčí rocková skupina The Apples, která se probojovala do semifinále, nesouhlasila s podmínkami soutěže a z pořadu byla diskvalifikována. Náhradníkem se stal tanečník Patrik Gluchowski.
Porota se před oznámením výsledků shodla, že vzhledem k vysoké kvalitě účinkujících postoupí ze druhého semifinále rovnou pět soutěžících.
| Pořadí | Výsledek                | Soutěžící              | Žánr/Talent     | Stát      | Rozhodnutí porotců | Rozhodnutí porotců | Rozhodnutí porotců |
| Pořadí | Výsledek                | Soutěžící              | Žánr/Talent     | Stát      | Dejdar             | Bílá               | Slávik             |
| ------ | ----------------------- | ---------------------- | --------------- | --------- | ------------------ | ------------------ | ------------------ |
| 1      | 6. místo (porota proti) | DFS Vánok              | Tanec           | Slovensko |                    |                    |                    |
| 2      | —                       | Laserman CZ            | Show s laserem  | Česko     |                    |                    |                    |
| 3      | 2. místo                | Patrik Gluchowski      | Tanec           | Česko     |                    |                    |                    |
| 4      | —                       | Reppy a Sharkass       | Rap             | Česko     |                    |                    |                    |
| 5      | 3. místo                | Andrej Kampf           | Hra na bicí     | Slovensko |                    |                    |                    |
| 6      | 4. místo                | Teulis                 | Stínové divadlo | Ukrajina  |                    |                    |                    |
| 7      | 5. místo (porota pro)   | Monika Olšovská a Arsi | Tanec se psem   | Slovensko |                    |                    |                    |
| 8      | 1. místo                | Jozef Pavlusík         | Operní zpěv     | Slovensko |                    |                    |                    |
| 9      | —                       | Elektrashow            | Burlesque       | Česko     |                    |                    |                    |

## Finále (25. listopadu)
Finále proběhlo 25. listopadu 2012 a vítězem se stal operní zpěvák Jozef Pavlusík ze Slovenska. Soutěžícím bylo v průběhu finále nabídnu, že si mohou výhru 100 tisíc euro rozdělit mezi sebou podle procent hlasů, které ve finále získají. S touto nabídkou museli souhlasit všichni finalisté, Alex Dowis byl ale proti, vítěz soutěže si tak odnesl plnou výhru. Po skončení finále byly zveřejněny výsledky hlasování.
| Pořadí | Umístění | Jméno                  | Žánr/Talent     | Země            |
| ------ | -------- | ---------------------- | --------------- | --------------- |
| 1      | 9. místo | Credance               | Tanec           | Česko/Slovensko |
| 2      | 4. místo | Katarína Landlová      | Zpěv            | Slovensko       |
| 3      | 5. místo | Jumbo Chicks           | Tanec           | Slovensko       |
| 4      | 2. místo | Alex Dowis             | Light Art       | Česko           |
| 5      | 3. místo | Andrej Kampf           | Hra na bicí     | Slovensko       |
| 6      | 7. místo | Teulis                 | Stínové divadlo | Ukrajina        |
| 7      | 8. místo | Patrik Gluchowski      | Tanec           | Česko           |
| 8      | 6. místo | Monika Olšovská a Arsi | Tanec se psem   | Slovensko       |
| 9      | 1. místo | Jozef Pavlusík         | Operní zpěv     | Slovensko       |

## Sledovanost
Po některých castingových dílech byl odvysílán také bonusový blok, ve kterém byla uvedena nevhodná vystoupení, která se nemohla vysílat před 22 hodinou. Celkem byly tři a jejich průměrná sledovanost na Slovensku činila 388 tisíc diváků kategorie 12 až 54 let.
| #  | Epizoda                   | Datum premiéry     | Sledovanost Česká republika | Sledovanost Slovensko (12-54) |
| -- | ------------------------- | ------------------ | --------------------------- | ----------------------------- |
| 1  | Castingy 1                | 9. září 2012       | 840 000                     | 418 000                       |
| 2  | Castingy 2                | 16. září 2012      | 952 000                     | 481 000                       |
| 3  | Castingy 3                | 23. září 2012      | 957 000                     | 500 000                       |
| 4  | Castingy 4                | 30. září 2012      | 1 120 000                   | 538 000                       |
| 5  | Castingy 5                | 7. října 2012      | 1 040 000                   | 468 000                       |
| 6  | Castingy 6                | 14. října 2012     | 1 180 000                   | 542 000                       |
| 7  | Castingy 7                | 21. října 2012     | 1 220 000                   | 464 000                       |
| 8  | Castingy 8                | 28. října 2012     | 1 160 000                   | 457 000                       |
| 9  | Velký třesk 1             | 4. listopadu 2012  | 1 040 000                   | 430 000                       |
| 10 | Velký třesk 2             | 11. listopadu 2012 | 958 000                     | 454 000                       |
| 11 | Velký třesk – rozstřel    | 11. listopadu 2012 | —                           | —                             |
| 12 | Semifinále 1              | 17. listopadu 2012 | 662 000                     | 325 000                       |
| 13 | Semifinále 1 – rozhodnutí | 17. listopadu 2012 | —                           | 281 000                       |
| 14 | Semifinále 2              | 18. listopadu 2012 | 948 000                     | 480 000                       |
| 15 | Semifinále 2 – rozhodnutí | 18. listopadu 2012 | —                           | 293 000                       |
| 16 | Finále                    | 25. listopadu 2012 | 1 145 000                   | 474 000                       |
| 17 | Finále – rozhodnutí       | 25. listopadu 2012 | 859 000                     | 358 000                       |